# Durvalumab
Durvalumab (Imfinzi) é um medicamento aprovado pelo Food and Drug Administration, em maio de 2017, para tratamento do câncer urotelial.A patente pertence aos laboratórios  Medimmune/AstraZeneca.